# Chop Top Sawyer
Chop Top Sawyer è un personaggio fittizio della saga cinematografica horror, Non aprite quella porta, il fratello del protagonista Leatherface.

## Biografia
Chop Top, vero nome Robert Paul Sawyer e il fratello gemello di Nubbins, nasce in Texas nel 1945. Verso la fine degli anni '60, la sua famiglia versa in gravi condizioni economiche a causa del licenziamento del loro nonno dal mattatoio locale e quindi per mangiare, inizia, assieme ai suoi fratelli Faccia di Pelle e Nubbins, ad uccidere.
Secondo Tobe Hooper, regista di Non aprite quella porta, l'uomo non era presente durante gli eventi del primo film poiché si era arruolato nell'esercito americano per combattere nella Guerra del Vietnam, dove ricevette un colpo di machete alla testa da parte di un vietcong, perdendo così parte del cranio, sostituita da una protesi di metallo. Questo evento lo ha reso probabilmente ancora più pazzo.
Ritornato in America, apprende la notizia della morte del fratello Nubbins, e che la sua famiglia era braccata dalla polizia, a causa della fuga di Sally Hardesty, una ragazza vittima della sua famiglia.
Così fuggì insieme ai fratelli e al nonno, a Dallas, dove costruirono un rifugio in un parco divertimenti abbandonato chiamato "Texas Battle Land". In quegli anni Drayton intraprese la carriera di cuoco professionista, ma nessuno sapeva che la carne usata da lui era carne umana avuta proprio grazie a Chop Top e a Faccia di Pelle, nella spasmodica ricerca di uccidere.
Nel 1986 Chop Top e Faccia di Pelle uccisero due giovani guidatori ubriachi, ma l'omicidio fu registrato in diretta radiofonica da una giovane dj del luogo, Vanita "Stretch" Block. Per paura che quella registrazione possa rivelare il loro nascondiglio, Chop Top raggiunge la stazione radiofonica e ordina a Faccia di Pelle di uccidere la ragazza. Stretch sopravvisse, raggiunse il covo della famiglia, ma venne scoperta per cui cercarono di ucciderla.
Fortunatamente in quel momento arrivò Boude "Lefty Enright", ex tenente dei Texas Ranger e zio materno di Sally, in cerca di vendetta, che ingaggiò una battaglia contro Faccia di Pelle. La ragazza approfittò della confusione per fuggire, ma venne braccata da Chop Top. Raggiunta la cima di una delle giostre, Stretch prese una motosega, colpisce Chop Top al ventre, facendolo cadere dalla giostra.
In All American Massacre, trailer di un prequel mai realizzato e diretto da William Hooper (figlio di Tobe), si scopre che Chop Top non è morto, ma è stato in realtà arrestato e confinato in una prigione del Texas. Lì raccontò ad un giornalista il passato della famiglia Sawyer. Nel film Chop Top Sawyer viene interpretato sempre dall'attore Bill Moseley.

## Aspetto e caratteristiche
Chop Top Sawyer viene rappresentato come un uomo sulla trentina, magro, e con la pelle molto pallida, quasi del colore di un albino. Come il fratello gemello Nubbins, anche lui ha una voglia sulla guancia, ma su quella sinistra. Lo si vede sempre vestito con abiti hippie con una protesi di metallo sul cranio calvo, che, come si può vedere nel film, tende a nascondere con delle parrucche.
Inoltre, sempre come il fratello Nubbins, ha tendenze autolesioniste, in quanto lo si vede staccarsi dei pezzetti di pelle dal cranio, per mangiarseli. Nel corso del film, da alcuni suoi discorsi, si scopre che Chop Top è un grande appassionato di musica e la sua canzone preferita è In-A-Gadda-Da-Vida degli Iron Butterfly. Inoltre fa spesso menzione al suo passato in Vietnam.

## Curiosità
- A quanto riportato da Tobe Hooper, per il film Non aprite quella porta - Parte 2 si pensò di far "resuscitare" il personaggio di Nubbins, con l'unica differenza che avrebbe dovuto avere una protesi di metallo in testa dovuta all'incidente avvenuto nel film precedente. A causa delle divergenze tra Hooper e l'attore Edwin Neal, si decise così di creare il personaggio di Chop Top, altro componente della famiglia Sawyer reduce del Vietnam.
- Chop Top Sawyer è interpretato dall'attore Bill Moseley. Hooper lo scelse perché gli piacque la sua interpretazione in The Texas Chainsaw Manicure una parodia amatoriale di Non aprite quella porta, dove Moseley interpretava la parodia di Nubbins. Moseley, inoltre, verrà successivamente ingaggiato per interpretare una nuova versione di un altro membro della famiglia Sawyer, Drayton, in Non aprite quella porta 3D del 2013.
- Sui frontespizi delle custodie VHS del secondo e del terzo film, nonché su numerosi dizionari di Cinema, veniva indicato con il soprannome italiano di "Testa di Latta", sebbene tale nomigliono non venga mai nominato all'interno del film.